# 沉默的瞬間
《沉默的瞬間》是張棟樑個人第四張專輯，也是他於中港台三地唱片約回歸華納唱片的唯一一張專輯，於2009年6月5日發行。
專輯取名為「沉默的瞬間」，涵義是表達愛的一種方式，沉默不代表不珍惜無所謂，有一種人表達愛的方式，不是用花言巧語也不是光說不練，不說出口，為愛默默付出，才是最令人感動的，沉默卻聽見愛的聲音。
這就是此專輯要表達對愛的意念，專輯曲風多元化，同名主打「沉默的瞬間」以英式搖滾風格呈現，第二波主打「說你也一樣愛著我」，繼「當你孤單你會想起誰」另一首溫暖情歌，專輯當中還有張棟樑繼和郭采潔《愛異想》專輯之「天生一對」一曲深情對唱後，第二度深情對唱「就是愛」，還有專輯當中繼「新歌試唱」後張棟樑再次挑戰動感舞曲的「男人不壞」，還有首度翻唱印尼歌曲，最清新的輕柔搖滾曲的「Sempurna(完美)」。
這張專輯是張棟樑在歌壇當中改變的轉捩點。

## 曲目
| 曲序 | 曲名               | 曲           | 詞             | 編曲        | 附註                                    |
| 01   | Sempurna(完美)     | Stevie Andra | 張國祥、黎紓廷 | Adam Lee    | 台灣第五波主打                          |
| 02   | 沉默的瞬間         | 阿火         | 花啦啦         | Adam Lee    | 台灣第一波主打                          |
| 03   | 低調               | 柯貴民       | 管啟源         | 吳慶隆      | 台灣第三波主打 韓劇《太陽的女子》片頭曲 |
| 04   | 說你也一樣愛著我   | 黃俊焰       | 鄭翔維         | Terence Teo | 台灣第二波主打                          |
| 05   | 就是愛             | 李偲菘       | 葛大為         | Martin Tang | 與郭采潔第二次合唱                      |
| 06   | 我們都有錯         | 陳穎見       | 陳穎見         | Terence Teo |                                         |
| 07   | 男人不壞           | 小王子       | 吳易緯         | 小安        |                                         |
| 08   | 不要再聽他寫的歌了 | 鄒健聰       | 易桀齊         | Terence Teo |                                         |
| 09   | 愛你勝過自己       | 林倛玉       | 林倛玉、管啟源 | 周國儀      | 台灣第四波主打                          |
| 10   | 幸福下一站         | 吳佳明       | 吳易緯         | Kenn C      |                                         |
| 11   | 平靜曲             | 伍家輝       | 伍家輝         | Derek Chua  |                                         |

## 外部連結
- 華納線上音樂雜誌